# 圣日耳曼迪萨朗布尔
圣日耳曼迪萨朗布尔（法語：Saint-Germain-du-Salembre）是法国多尔多涅省的一个市镇，位于该省中部偏西，属于佩里格区（Périgueux）。该市镇总面积19.55平方公里，2009年时的人口为864人。

## 人口
圣日耳曼迪萨朗布尔人口变化图示